# McGregor (Florida)
McGregor és una concentració de població designada pel cens dels Estats Units a l'estat de Florida. Segons el cens del 2000 tenia 7.136 habitants.

## Demografia
Segons el cens del 2000, McGregor tenia 7.136 habitants, 3.295 habitatges, i 2.296 famílies. La densitat de població era de 1.076,3 habitants/km².
Dels 3.295 habitatges en un 17,8% hi vivien nens de menys de 18 anys, en un 62% hi vivien parelles casades, en un 5,7% dones solteres, i en un 30,3% no eren unitats familiars. En el 25% dels habitatges hi vivien persones soles el 13,7% de les quals corresponia a persones de 65 anys o més que vivien soles. El nombre mitjà de persones vivint en cada habitatge era de 2,17 i el nombre mitjà de persones que vivien en cada família era de 2,55.
Per edats la població es repartia de la següent manera: un 15% tenia menys de 18 anys, un 3,3% entre 18 i 24, un 19,2% entre 25 i 44, un 31,9% de 45 a 60 i un 30,6% 65 anys o més.
L'edat mediana era de 53 anys. Per cada 100 dones de 18 o més anys hi havia 89,8 homes.
La renda mediana per habitatge era de 57.628 $ i la renda mediana per família de 67.353 $. Els homes tenien una renda mediana de 52.151 $ mentre que les dones 31.732 $. La renda per capita de la població era de 45.240 $. Entorn de l'1,3% de les famílies i el 3,3% de la població estaven per davall del llindar de pobresa.

## Poblacions més properes
El següent diagrama mostra les poblacions més properes.